# Triumfetta carteri
Triumfetta carteri är en malvaväxtart som beskrevs av D.A. Halford. Triumfetta carteri ingår i släktet triumfettor, och familjen malvaväxter. Inga underarter finns listade i Catalogue of Life.